# TAME航空120便墜落事故
TAME航空120便墜落事故（TAMEこうくう120びんついらくじこ）は、2002年1月28日に発生した航空事故である。マリスカル・スクレ国際空港からテニエンテ・コロネル・ルイス・ア・マンティージャ国際空港へ向かっていたTAME航空120便（ボーイング727-134）がクンバル火山に墜落し、乗員乗客94人全員が死亡した。

## 飛行の詳細

### 事故機
事故機のボーイング727-134（HC-BLF）は製造番号19692として製造されて1967年11月20日に初飛行し、同年12月2日にトランスエア・スウェーデンに納入された。その後、エア・マデイラ、フィリピン航空を経て1984年7月19日にTAME航空へと渡った。エンジンはプラット・アンド・ホイットニー JT8D-9Aを搭載しており、総飛行時間は64,001時間、総飛行サイクルは49,819回であった。

### 運航乗務員
機長は59歳の男性で、TAME航空の飛行教官であり同社の中で最も経験が豊富なパイロットの内の1人であった。総飛行時間は12,091時間で、その内8,263時間がボーイング727での飛行時間であった。
副操縦士は52歳の男性で、機長昇格訓練を行っていた。総飛行時間は7,058時間で、その内3,457時間がボーイング727での飛行時間であった。
航空機関士は50歳の男性で、総飛行時間は4,200時間であり、その内3,000時間がボーイング727での飛行時間であった。
事故当時、操縦席の左に副操縦士が、右に機長が着席していた。

## 事故の経緯
120便は、現地時間10時03分にマリスカル・スクレ国際空港の滑走路17から離陸した。同機は高度18,00フィート（5,500メートル）まで上昇し、G-675の航空路に沿って北北東へと向かった。キトからトゥルカンまでの区間は短く、10時15分に120便がトゥルカンの管制とコンタクトを取った時点で同機は既にトゥルカンのNDBから29マイル（47キロメートル）の地点にいた。やがて120便は高度14,000フィート（4,300メートル）まで降下する許可を与えられた。気象情報を伝えられ、120便はアプローチの許可を得た。
テニエンテ・コロネル・ルイス・ア・マンティージャ国際空港の滑走路23へのNDBによる進入方法は、方位角085度で空港の上空を通過した後、1分半後に233度へと左旋回して対気速度180ノット（時速330キロメートル）で飛行し、最終的に高度11,500フィート（3,500メートル）まで降下するというものであった。滑走路の標高は9,679フィート（2,950メートル）で、アンデス山脈の高地に位置する空港周辺には数多くの山稜や峰があった。120便が墜落することになる標高15,626フィート（4,763メートル）のクンバル火山はこの空港の真西約20マイル（32キロメートル）の地点にある。
120便は空港の南西からアプローチに入り、NDBの真上ではなくやや西を通過した。この際、パイロットの旋回の開始の手順は正しかったが、飛行速度が速すぎた。本来の飛行速度は180ノットであるにもかかわらず、120便は230ノットで飛行していた。このため、120便は意図していたコースから大きく逸脱してしまい、同機が西に向きを変えた時には滑走路ではなくクンバル火山の側面へと向いていた。
120便は10時23分にクンバル火山の中腹に墜落した。事故現場は同火山の標高14,700フィート（4,500メートル）地点で、山頂からは1,400フィート（430メートル）ほど低かった。事故当時は視界が非常に悪く、機体の残骸が発見されたのは事故からほぼ1日経った後であった。

## 事故調査
コロンビア民間航空局の事故調査委員会は、事故原因を以下の通りであると断定した。
1. パイロットの判断。航空会社の標準の運航手順で定められていた最低限の気象条件を下回る状況の中、テニエンテ・コロネル・ルイス・ア・マンティージャ国際空港に向けて飛行し続けたこと。

2. 機長の不適切なナビゲーション及び操縦。対気速度230ノット、バンク角15度でトゥルカンのNDBのホールディングパターンに入っており、これは手順において規定されている180ノットを超過し、また推奨されていた25～30度を下回るバンク角であったため、ホールディングパターンにおいて障害物を回避できる航路を逸脱してクンバル火山に衝突した。—最終報告書、コロンビア民間航空局